# Ruta Provincial 23 (Córdoba)

## Generalidades
La Ruta Provincial 23, regionalmente conocida como Camino de la Costa, es una carretera argentina, de jurisdicción provincial, en la provincia de Córdoba.

Se encuentra en el suroeste de la provincia y su traza es paralela a la  RP 5  y la  RN 36 , pero ubicada más al oeste de éstas.

Tiene sentido norte-sur. Se encuentra parcialmente asfaltada.
Su km 0 se ubica en cercanías del paraje El Torreón, en jurisdicción de la localidad de Villa Rumipal, y finaliza en la intersección con la  RP 30 , al oeste de la ciudad de Río Cuarto, luego de recorrer alrededor de 140 km.

## Localidades
A lo largo de su recorrido, esta ruta atraviesa numerosas localidades ubicadas en dos diferentes departamentos, que se detallan a continuación. Aquellas
que figuran en itálica, son cabecera del departamento respectivo. Entre paréntesis, figuran los datos de población. Las localidades con la leyenda s/d hacen referencia a que no se encontraron datos oficiales.
- Departamento Calamuchita: Amboy (228), Villa Amancay (450), La Cruz (1.551), Río de los Sauces (1.326).
- Departamento Rio Cuarto : Alpa Corral (966).

## Recorrido
|  | CONTgq | ABZq+lr | CONTfq |

|  | WASSERq | WBRÜCKE1 | WASSERq |

|  |  | BHF |

|  |  | BHF |

|  |  | BHF |

|  |  | tSTRa-m |

|  | uexRESVGr | tKRZW+GRZq |  |

|  |  | tKRWgl+l | tCONTfq |

|  | tCONTgq | tKRWgr+r |  |

|  | WASSERq | WBRÜCKE1 | WASSERq |

|  |  | tSTRe-m |

|  |  | BHF |

|  | lELC | STR |  |

|  |  | ABZgl+l | CONTfq |

|  |  | tSTRa-m |

| vWASSER+l- | WASSERq | exhLKRZWae | WASSERq |

| vWASSERl- | WASSERq | exhLKRZWae | WASSERq |

|  |  | tKRWgl+l | tCONTfq |

|  | tCONTgq | tKRWgr+r |  |

|  | WASSERq | exhLKRZWae | WASSERq |

|  |  | tSTRe-m |

|  | WASSERq | WBRÜCKE1 | WASSERq |

|  |  | BHF |

|  | WASSERq | WBRÜCKE1 | WASSERq |

|  | WASSERq | WBRÜCKE1 | WASSERq |

|  | WASSERq | WBRÜCKE1 | WASSERq |

|  |  | STR |

|  | GRZq | STR+GRZq | GRZq |

|  |  | STR |

|  | WASSERq | WBRÜCKE1 | WASSERq |

|  |  | ABZgl+l | CONTfq |

|  |  | ABZgl+l | CONTfq |

|  |  | BHF |

|  | WASSERq | WBRÜCKE1 | WASSERq |

|  |  | eABZgl%2Bl | tCONTfq |

|  | WASSERq | WBRÜCKE1 | WASSERq |

|  | WASSERq | WBRÜCKE1 | WASSERq |

|  | tCONTgq | eABZgr+r |  |

|  | WASSERq | WBRÜCKE1 | WASSERq |

|  |  | eABZgl%2Bl | tCONTfq |

|  | CONTgq | SHI4gl+lq | CONTfq |

## Nota
1. ↑   El kilometraje fue tomado del amojonado en ruta. En caso de ausencia de los mismos, se calculó según información disponible en Internet, o verificación in situ .
2. ↑   Datos oficiales según Dirección de Estadísticas y censos del Gobierno de la Provincia de Córdoba, año 2010 Según datos INDEC